# Mosty u Jablunkova
Mosty u Jablunkova är en ort i Tjeckien.   Den ligger i regionen Mähren-Schlesien, i den östra delen av landet, 300 km öster om huvudstaden Prag. Mosty u Jablunkova ligger 490 meter över havet och antalet invånare är 3 989.
Terrängen runt Mosty u Jablunkova är lite kuperad. Runt Mosty u Jablunkova är det ganska tätbefolkat, med 214 invånare per kvadratkilometer. Närmaste större samhälle är Třinec, 17,7 km norr om Mosty u Jablunkova. I omgivningarna runt Mosty u Jablunkova växer i huvudsak blandskog.